# Convoi JW 51B
Seconde Guerre mondiale
Batailles
Bataille de l'Atlantique
- Bataille des Caraïbes
- Blocus allié de l'Allemagne
- Guerre météorologique
- Bataille du Rio de la Plata
- Opération Berlin
- Bataille du détroit de Danemark
- Opération Neuland
- Torpedo Alley
- Opération Paukenschlag
- Opération Postmaster
- Opération Cerberus
- Opération Biting
- Opération Chariot
- Bataille du Saint-Laurent
- Opération Frankton
- Bataille de la mer de Barents
- Mai Noir
- Bataille du cap Nord
- Opération Stonewall
- Opération Teardrop

Front d'Europe de l'ouest

Front d'Europe de l'est

Campagnes d'Afrique, du Moyen-Orient et de Méditerranée

Guerre du Pacifique

Guerre sino-japonaise

Théâtre américain
Le convoi JW 51B  est le nom de code d'un convoi allié durant la Seconde Guerre mondiale. Les Alliés cherchaient à ravitailler l'URSS qui combattait leur ennemi commun, le Troisième Reich. Les convois de l'Arctique, organisés de 1941 à 1945, avaient pour destination le port d'Arkhangelsk, l'été, et Mourmansk, l'hiver, via l'Islande et l'océan Arctique, effectuant un voyage périlleux dans des eaux parmi les plus hostiles du monde.

## Histoire
Le JW 51B a été attaqué par des unités de surface allemandes, engagées dans l' Opération Regenbogen , le 31 décembre. Cet engagement est devenu connu sous le nom de bataille de la mer de Barents.
Les 15 navires du JW 51B sont arrivés à Mourmansk sans perte, même si l'un avait été endommagé. Malgré la perte de deux navires de guerre, ce convoi a été un succès, et l'échec de la force de surface allemande à pouvoir monter un assaut efficace sur le convoi a causé une perte de confiance de Hitler dans la marine allemande et son commandant, l'amiral Erich Raeder, qui a finalement a abouti à sa démission et remplacé par l'amiral Karl Dönitz. Par la suite, la principale menace pour le système de convoi allié provenait des U-Boote.

### Le convoi
Le convoi JW.51B comprenait les navires marchands
- Ballot (6.131 tonnes)
- Calobre (6.891 tonnes)
- Chester Valley (5.078 tonnes)
- Daldorch (5.571 tonnes)
- Dover Hill (5.815 tonnes)
- SS Empire Archer (en) (7.031 tonnes)
- SS Empire Emerald (en) (8.032 tonnes)
- Executive (4.978 tonnes)
- Jefferson Myers (7.582 tonnes)
- SS John H. B. Latrobe (en) (7.191 tonnes)
- Ponfield (8.319 tonnes)
- Puerto Rican (6.76 tonnes)
- Ralph Waldo Emerson (7.176 tonnes)
- Vermont (5.670 tonnes)
- Yorkmar (5.612 tonnes)

Ces navires transportaient quelque 202 chars, 2.046 autres véhicules, 87 avions de chasse, 33 bombardiers, 11.500 tonnes de carburant, 12.650 tonnes de carburant aviation et un peu plus de 49.000 tonnes d'autres fournitures.

### L'escorte
Les navires marchands étaient escortés par les destroyers britanniques : Achates, Obdurate, Obedient, Onslow, Oribi et Orwell, les corvettes Hyderabad et Rhododendron, le dragueur de mines Bramble et les chalutiers armés Northern Gem et Vizalma, sous le commandement du capitaine R. St V. Onslow.
En plus de l'escorte du convoi, le Contre-amiral Burnett de la Force R (croiseurs légers Sheffield et Jamaica, et deux destroyers Matchless et Opportune) opérait indépendamment dans la mer de Barents pour fournir une couverture plus éloignée au convoi.